# 財部彪
財部彪（日语：／ Takarabe Takeshi，1867年5月10日—1949年1月13日）。大日本帝国海军军人、政治家。最终军阶为海军大将。财部出身于宮崎縣都城市，曾多次任海軍大臣（海相）。

## 生平
财部曾于攻玉社就读，1889年（明治22年）以海军兵学校15期首席毕业。
1893年，财部于海軍大學校毕业，并参加了甲午战争。
日俄战争时期，财部任大本营作战参谋。后任海军次官。1919年（大正8年）晋升为海军大将。
加藤友三郎内阁时期，财部出任海相一职。日后又在第二次山本内阁、加藤高明内阁、第一次若槻内阁、濱口雄幸内阁等4届内阁中出任海相。
1930年（昭和5年），在伦敦会议期间，财部随若槻等人以日本全权代表身份，促成了条约的签订。但此举导致了軍令部内部的严重不满，因此军令部内反对派联合犬養毅和鳩山一郎等人的政友會，以伦敦会议侵犯了统帅权为借口发难。财部在条约批准的次日即辞去海相一职，并因此事被转入预备役，此后已经是实质性的引退状态。
其妻为前首相山本權兵衛的长女。当时刚一听闻两人之事，与财部在海军兵学校同期的廣瀨武夫找到山本，向其进言道：“财部毫无疑问是优秀的男子，必是将帅之才。但倘若财部迎娶了阁下千金，恐怕会招致世间非议，谓之财部其实只是凭借岳父荫蔽方能出人头地云云。为财部着想，这一婚事恐怕还是作罢为好。”最后财部依然与山本结为翁婿之亲，而因为财部的确迅速得到擢升，因此正如广濑所担心的那样，不少人认为财部全凭山本才能飞黄腾达，背地里称其为“财部亲王”。

## 履历
- 1889年（明治22年）4月20日，海军兵学校15期毕业，任海军少尉候补生。
- 1890年7月9日，获海军少尉。
- 1891年12月14日，赴法国公干。
- 1892年12月21日，海大丙号学生。
- 1894年12月7日，晋升为海军大尉，任无防护巡洋舰高雄（日语：高雄 (巡洋艦)）分队长。
- 1899年4月25日，驻英国，任驱逐舰霓的返航委员长。9月29日，晋升为海军少佐。
- 1900年6月22日，任霓舰长。
- 1903年9月26日，晋升为海军中佐。

- 1905年1月12日，晋升为海军大佐。

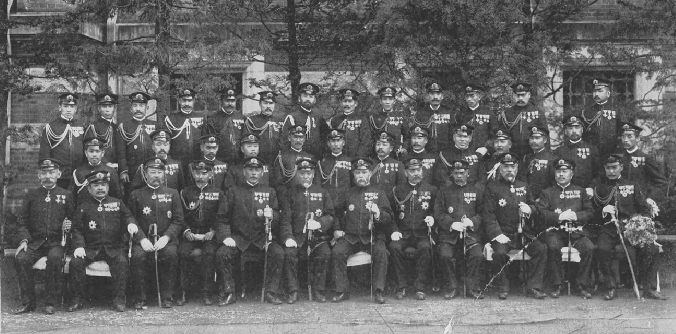
日俄战争战后海军凯旋式中联合舰队各部指挥官，及海军省以及军令部首脑的合影
后列左起第6人为财部。摄于1905年10月22日

- 1907年1月17日，赴英国公干。9月28日，任防护巡洋舰宗谷（日语：宗谷 (防護巡洋艦)）舰长。
- 1908年9月15日，任战列舰富士舰长。12月10日，任第一舰队参谋长。
- 1909年12月1日，晋升为海军少将，任海军次官（直至1914年4月16日）。
- 1913年（大正2年）12月1日，晋升为海军中将。
- 1915年2月5日，任第三舰队司令。12月13日，任旅顺要港部司令。
- 1917年12月1日，任舞鶴鎮守府司令長官。
- 1918年12月1日，任佐世保鎮守府司令長官。
- 1919年11月25日，晋升为海军大将。
- 1922年7月27日，任横須賀鎮守府司令長官。
- 1923年5月15日，于加藤友三郎内阁出任海军大臣（直至1924年1月7日）。
- 1924年6月11日，于第二次山本内阁出任海军大臣。在后续的加藤高明内阁与第一次若槻内阁中也继续留任（直至1927年4月20日）。
- 1929年（昭和4年）7月2日，于浜口内阁出任海军大臣（直至1930年10月3日）。11月18日，获任为伦敦会议全权代表。
- 1932年4月7日，转入预备役。
- 1937年4月7日，退役。

## 荣勋

### 日本国内
叙位
- 1891年（明治24年）12月14日 - 正八位[2]
- 1898年3月8日 – 正七位[3]
- 1899年10月31日 - 從六位[4]
- 1903年12月19日 - 正六位[5]
- 1905年2月14日 - 從五位[6]
- 1910年2月21日 - 正五位[7]
- 1918年（大正7年）2月12日 - 正四位[8]
- 1920年5月10日 - 從三位[9]
- 1923年5月21日 - 正三位[10]
- 1928年（昭和3年）7月2日 - 從二位[11]

叙勋
- 1895年（明治28年）11月18日 - 勋六等单光旭日章[12]
- 1906年4月1日 - 功三级金鵄勋章、勋三等旭日中绶章[13]
- 1915年（大正4年）
  - 4月24日 - 勋二等瑞宝章[14]
  - 11月7日 - 勋一等瑞宝章[15]
- 1920年（大正9年）1月30日 - 旭日大綬章[16]
- 1931年（昭和6年）4月11日 - 旭日桐花大绶章（日语：勲一等旭日桐花大綬章）[17]

褒赏
- 1895年（明治28年）11月18日 - 明治二十七八年从军记章[18]
- 1906年（明治39年）4月1日 - 明治三十七八年从军记章[13]
- 1915年（大正4年）11月7日 - 大正三四年从军记章[15]

纪念章
- 1915年（大正4年）11月10日 - 大礼纪念章]][19]
- 1921年（大正10年）7月1日 - 第一回国勢调查纪念章[20]
- 1930年（昭和5年）12月5日 - 帝都复兴纪念章[21]

### 外国
- 1902年（明治35年）12月11日
  - 意大利王国 王冠第三等勋章[22]
  - 比利时王国 利奥波德带剑第四等勋章[22]
  - 暹罗王国 白象第四等勋章[22]
  - 大英帝国 皇帝皇后两陛下加冕纪念章[22]
- 1906年（明治39年）6月28日 - 瑞典王国 コマンドールドラヅージェームクラスドロルドルドレペー勲章（Kommendör 3. klass ドロルドルドレペー勋章？）[23]
- 1908年（明治41年）1月20日 - 奥匈帝国二等铁王冠勋章（英语：Order of the Iron Crown (Austria)）[24]
- 1925年（大正14年）7月28日 - 智利共和国 有功第一等记章[25]
- 1927年（昭和2年）8月26日 - 西班牙王国 海军有功白色第四级勋章[26]